# 102-я российская военная база
102-я ордена Александра Невского российская военная база (сокр. 102 вб, в/ч 04436) (арм. Ռուսաստանի 102-րդ ռազմական բազա) в Армении — одна из российских военных баз за рубежом, важная составляющая российско-армянских отношений.
База имеет два гарнизона: в Гюмри (126 км к северу от Еревана) и в Ереване. По соседству с военной базой находится жилой квартал «8-й городок», где живут семьи военнослужащих — около 4000 человек. Авиационная компонента военной базы размещается на аэродроме «Эребуни».

## История

### Предыстория
- Крепость Александрополь, 1830 год
- На территории крепости, 1837 год
- Дом коменданта крепости, 1877-1878 годы
- Вид на Северный (Красный) форт
- Современное состояние стен Северного форта
- Бойницы
- 102-я российская военная база в Армении

29 декабря 1941 года в окрестностях села Ачит Свердловской области было начато формирование 1415-го стрелкового полка 435-й стрелковой дивизии, правопреемницей которого стала 102-я военная база. За годы Великой Отечественной войны полк с боями прошёл более 5000 километров, освободив свыше 170 населённых пунктов. Более 2000 офицеров и солдат дивизии были награждены орденами и медалями.
18 января 1942 года полк стал 620-м стрелковым и вошёл в состав 164-й стрелковой дивизии.
К 10 мая 1942 года полк закончил своё формирование и вошёл в состав 1-й резервной армии Западного фронта в районе Тулы. С лета 1942 года участвовал в боях.
22 октября 1944 года Указом Президиума Верховного Совета СССР за образцовое выполнение задания командования в боях с вооружёнными силами нацистской Германии при освобождении города Витебск, полк был награждён орденом Александра Невского.
Войну полк завершил в составе 8-го стрелкового корпуса 4-й ударной армии в районе станции Липланки, где находился до сентября 1945 года.
1 июля 1946 года 620-й стрелковый ордена Александра Невского полк был переформирован в 179-й отдельный стрелковый ордена Александра Невского батальон в составе 16-й отдельной Витебской Краснознамённой бригады Уральского военного округа с местом дислокации городе Чкалов.
В январе 1946 года соединение передислоцировано в город Ленинакан Армянской ССР.
1 ноября 1953 года 179-й отдельный стрелковый ордена Александра Невского батальон был переформирован в 229-й механизированный ордена Александра Невского полк в составе 73-й механизированной Витебской Краснознамённой дивизии.
1 июня 1957 года 229-й механизированный ордена Александра Невского полк был переименован в 344-й мотострелковый ордена Александра Невского полк и передислоцирован в город Ереван Армянской ССР, входя в состав 164-й мотострелковой дивизии 7-й гвардейской армии Закавказского военного округа.
1 июля 1992 года 344-й мотострелковый ордена Александра Невского полк был переименован в 123-й мотострелковый ордена Александра Невского полк и вошёл в состав 127-й мотострелковой дивизии Закавказского военного округа.

### Создание базы
102-я российская военная база создана в соответствии с Договором о правовом статусе Вооружённых сил Российской Федерации, находящихся на территории Армении, подписанным 21 августа 1992 года, и Договором о российской военной базе на территории Республики Армения от 16 марта 1995 года.
Основой базы стала 127-я мотострелковая дивизия Закавказского военного округа. База несла боевое дежурство в рамках Объединённой системы ПВО СНГ и до 2007 года была подчинена командованию Группы российских войск в Закавказье Северо-Кавказского военного округа, после 2010 года — командованию Южного военного округа.
21 июня 1994 года 127-я мотострелковая дивизия была преобразована в 102-ю военную базу.
В мае 1996 года 3624-я авиационная база с местом дислокации в городе Ереван вошла в состав 102-й военной базы.
С 1 июля 2001 года 102-я военная база вошла в состав Объединенной группировки войск (сил) Вооруженных Сил Российской Федерации и Республики Армения.
31 марта 2009 года 123-й ордена Александра Невского мотострелковый полк был переформирован в 73-ю отдельную мотострелковую ордена Александра Невского бригаду.
14 ноября 2009 года соединению было вручено Боевое Знамя нового образца.
1 апреля 2010 года в связи с организационно-штатными мероприятиями 73-я отдельная мотострелковая ордена Александра Невского бригада была переименована в 102-ю ордена Александра Невского военную базу, с местом дислокации в городе Гюмри.

## Деятельность
Договор о функционировании базы был заключён сроком на 25 лет, и был продлён ещё на 24 года (до 2044 года) в ходе визита Президента России Д. А. Медведева в Армению в 2010 году. Как пояснил министр иностранных дел России Сергей Лавров, вопросы, за которые будут отвечать российские военнослужащие, касаются территории Армении, то есть в случае любой внешней угрозы Армении это будет рассматриваться как внешняя угроза для России.
По окончании формирования Объединённой группировки войск России и Армении в 2017 году, военная база вошла в состав группировки вместе с частями Вооружённых сил Армении.
С началом работы Российского миротворческого контингента в Нагорном Карабахе в ноябре 2020 года, истребители с авиабазы Эребуни несли службу в круглосуточном режиме. В небе над Арменией постоянно находился один или два истребителя МиГ-29. Российские ВКС обеспечивали прикрытие миротворческих колонн контингента, передвигающихся по территории Армении и Нагорного Карабаха.
На территории базы действует военно-исторический музей, экспозиция которого охватывает период начала русско-армянских отношений, русско-турецких и русско-персидских войн XIX века и до сегодняшних событий. Один из залов посвящен Великой Отечественной войне и роли Армянской ССР в борьбе с фашизмом.

## Состав
- управление,
- 1-й мотострелковый батальон,
- 2-й мотострелковый батальон,
- 3-й мотострелковый батальон,
- танковый батальон,
- 1-й самоходно-артиллерийский дивизион,
- 2-й самоходно-артиллерийский дивизион,
- реактивный артиллерийский дивизион,
- противотанковый артиллерийский дивизион,
- зенитный ракетный дивизион,
- зенитный ракетно-артиллерийский дивизион,
- разведывательный батальон,
- инженерно-сапёрный батальон,
- батальон управления (связи),
- ремонтно-восстановительный батальон,
- батальон материального обеспечения,
- стрелковая рота (снайперов),
- рота БЛА,
- рота РХБЗ,
- рота РЭБ,
- батарея управления и артиллерийской разведки (начальника артиллерии),
- взвод управления и радиолокационной разведки (начальника противовоздушной обороны),
- взвод управления (начальника разведывательного отделения),
- комендантская рота,
- медицинская рота,
- взвод инструкторов,
- взвод тренажеров,
- полигон,
- оркестр.

Также в подчинении базы:
- 988-й зенитный ракетный полк, в/ч 81594 (г. Гюмри)
- 3624-я авиационная база, в/ч 63530 (г. Ереван, аэропорт «Эребуни»).
- Реактивная артиллерийская батарея (РСЗО 9К58 «Смерч») (439-я реабр).
- Ракетная батарея (ОТРК 9К720 «Искандер-М») (1-я рбр, в/ч 31853).
- Разведывательная рота управления (военнослужащие 10-й и 22-й бригад СпН).
- Военный госпиталь (Ереван).
- Военный госпиталь (Гюмри).[14]

## Оснащение
База оснащена зенитно-ракетными комплексами С-300В (988-й зенитный ракетный полк), истребителями МиГ-29, вертолётами Ми-24П и Ми-8МТ (входят в 3624-ю авиационную базу, аэродром Эребуни близ Еревана). Численность личного состава базы — около 4 тысяч человек.
В 2019 года сообщалось о решении увеличения военного потенциала базы в два раза посредством оснащения её гарнизонов новой и модернизированной военной техникой.

## Финансирование
Армянская сторона, в соответствии с армяно-российским межгосударственным договором, берёт на себя также половину расходов российской базы.
102-я база дислоцирована на территории Республики Армения без денежных компенсаций принимающей стороне и дислоцируется в двух гарнизонах — в Гюмри (126 км к северу от Еревана) и в Ереване. С весны 2017 года база комплектуется исключительно контрактниками. Солдаты срочной службы покидали базу с осени 2021 года по весну 2024 года.

## Инциденты
Российские военнослужащие являлись участниками ряда криминальных инцидентов в городе Гюмри.
Самым трагическим стало убийство российским солдатом семьи из семи человек. В январе 2015 года в Гюмри была убита семья Аветисян, в том числе двое детей: 2-летняя девочка и полугодовалый мальчик. На следующий день после нападения был задержан российский военнослужащий Валерий Пермяков. В августе 2016 года суд в Армении приговорил Пермякова к пожизненному заключению, признав его виновным в убийстве. Осужденного передали российской стороне в мае 2017 года.
В декабре 2018 года в Гюмри был задержан военнослужащий 102-й российской военной базы, который подозревался в причинении смерти по неосторожности 57-летней жительнице города.
Для улучшения воинской дисциплины в 2018 году Россия направила на базу отряды военной полиции. Это решение вызвало озабоченность некоторых армянских деятелей, так как деятельность военной полиции, в отличие от других структур надзора воинских частей, не предусмотрена российско-армянским договором..

## Галерея
- Военнослужащие 102-й рвб приняли участие в военном параде, посвященном 25-ти летию независимости Армении, 2016 год
- Одни из ворот
- Одни из ворот
- Шеврон военнослужащего 102-й российской военной базы до 2007 года
- Президенты России и Армении посещали военную базу в 2013 году